# カムチャツカ地震 (1952年)
カムチャツカ地震（カムチャツカじしん）は、1952年11月5日04:58（現地時間。協定世界時では11月4日16:58）にカムチャツカ半島沖（北緯52度18分 東経161度00分 / 北緯52.3度 東経161.0度座標: 北緯52度18分 東経161度00分 / 北緯52.3度 東経161.0度）を震源として発生した超巨大地震である。

## 概要
千島海溝付近における海溝型地震で、マグニチュード（モーメントマグニチュード、M）は9.0の超巨大地震である。津波は日本では遡上高8.5メートルであり、第一波の高さは1.0メートルであった。約3,000キロメートル離れたハワイ諸島西端のミッドウェイ島にも到達した。
| 順位                           | 名称                                   | 発生日（UTC）  | 規模（Mw） |
| ------------------------------ | -------------------------------------- | -------------- | ---------- |
| 1                              | チリ、バルディビア                     | 1960年5月22日  | 9.5        |
| 2                              | アラスカ、プリンス・ウィリアム湾       | 1964年3月28日  | 9.2        |
| 3                              | スマトラ島・アンダマン諸島             | 2004年12月26日 | 9.1        |
| 3                              | 東北地方太平洋沖地震                   | 2011年3月11日  | 9.1        |
| 5                              | カムチャツカ半島東方沖                 | 1952年11月5日  | 9.0        |
| 6                              | エクアドル・コロンビア                 | 1906年1月31日  | 8.8        |
| 6                              | チリ、ビオビオ                         | 2010年2月27日  | 8.8        |
| 6                              | カムチャツカ半島南東沖                 | 2025年7月30日  | 8.8        |
| 9                              | アリューシャン列島、ラット諸島         | 1965年2月4日   | 8.7        |
| 10                             | アリューシャン列島、ユニマク島         | 1946年4月1日   | 8.6        |
| 10                             | アッサム・チベット                     | 1950年8月15日  | 8.6        |
| 10                             | アリューシャン列島、アンドレアノフ諸島 | 1957年3月9日   | 8.6        |
| 10                             | スマトラ島北部                         | 2005年3月28日  | 8.6        |
| 10                             | スマトラ島北部西方沖                   | 2012年4月11日  | 8.6        |
| 規模はアメリカ地質調査所による |                                        |                |            |

カムチャツカ半島沖では、1737年にもM9.0 - 9.3の規模と推定される地震が発生している。

## 被害

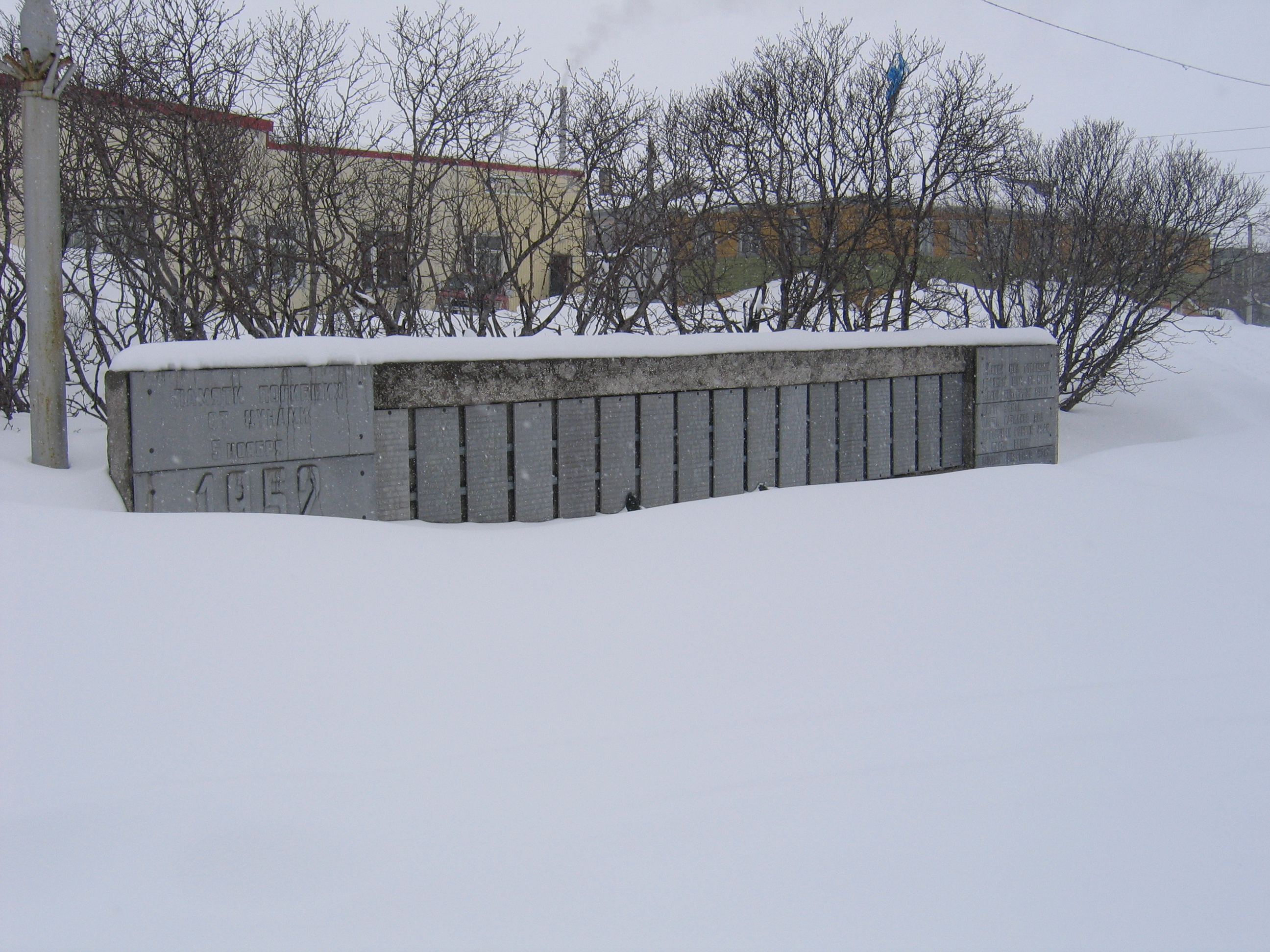
セベロクリリスクにある津波犠牲者の慰霊碑

この地震では15 - 18メートル規模の津波が3度にわたり発生しカムチャツカ地方から千島列島にかけての沿岸を襲来、北千島の中心地・セベロクリリスクでは最初の津波で高台に避難していた住民が戻ってきたところに二度目の津波に巻き込まれ、公式統計によると当時の人口6,000人のうち2,336人が死亡した。それ以外にも電話などの通信の不通などの被害をもたらした。